# Almudena Rodríguez
Almudena Maria Rodríguez Rodríguez (n. 9 noiembrie 1993, în Las Palmas) este o handbalistă din Spania care joacă pe postul de intermediar dreapta pentru clubul spaniol Rocasa Gran Canaria și echipa națională a Spaniei. În 2017, Rodríguez s-a transferat de la echipa spaniolă Rocasa Gran Canaria la clubul românesc Gloria Bistrița, semnând un contract valabil un an, iar în 2019 s-a transferat la Thüringer HC. După un sezon în Germania, a revenit la Gloria Bistrița. În 2022, Rodríguez s-a transferat la echipa spaniolă Rocasa Gran Canaria.
La Campionatul Mondial din 2019 Almudena Rodríguez a cucerit împreună cu echipa națională de handbal feminin a Spaniei medalia de argint.

## Palmares
- Campionatul Mondial:
  -  Medalie de argint: 2019

- Jocurile Mediteraneene
  -  Câștigătoare: 2018

- Cupa EHF:
  - Sfert-finalistă: 2020
  - Optimi: 2014, 2015

- Cupa Challenge:
  -  Câștigătoare: 2016
  - Sfert-finalistă: 2017

- Liga Spaniolă de Handbal:
  -  Medalie de argint: 2014, 2015, 2016
  -  Medalie de bronz: 2017

- Cupa Reginei Spaniei:
  -  Câștigătoare: 2015, 2017
  -  Finalistă: 2014

- Supercupa Spaniei:
  -  Finalistă: 2014, 2015, 2016

- Liga Națională:
  -  Medalie de bronz: 2019

- Supercupa Germaniei:
  -  Finalistă: 2019

## Performanțe individuale
- Intermediarul dreapta al echipei ideale a Ligii Naționale la Gala Premiilor Handbalului Românesc organizată de Sindicatul Național al Handbaliștilor din România: sezonul 2018-2019[16]